# Lina Ramann

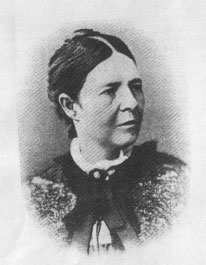
Lina Ramann (nach einer Porträtfotografie von Franz Hanfstaengl)

Karolina Rosina Friederike Ramann (* 24. Juni 1833 in Mainstockheim; † 30. März 1912 in München) war eine deutsche Musikpädagogin und Musikschriftstellerin. Sie erwarb sich Bedeutung als Gründerin eines Musikinstituts, Verfasserin klavierpädagogischer Schriften und Biografin Franz Liszts.

## Leben
Ramann wurde in der unterfränkischen Ortschaft Mainstockheim geboren. Die Mutter Friederika Henriette Christina Ramann, geb. Möhring, wusste den Kindern „von edlen, tugendhaften, starken Menschen, von Freundschaft, von Wahrhaftigkeit und Liebe“ zu erzählen. Der Vater Christian Heinrich Ramann war ein „musikinteressierter Weinhändler“. Der Großvater väterlicherseits hatte die Weinhandlung gegründet und – wegen napoleonischer Feldlager in der Mainstockheimer Gegend – gemeinsam mit seinem Bruder im thüringischen Erfurt fortgeführt; zu den dortigen Kunden hatten Goethe und Schiller, August Wilhelm Schlegel, Friedrich Schlegel und Georg Wilhelm Friedrich Hegel gezählt. Lina erhielt Musikunterricht bei einem Dorfschullehrer und erlernte das Klavierspiel weitgehend autodidaktisch. Als sie 17 Jahre alt war, zog die Familie nach Leipzig um. Hier erhielt Lina Ramann Klavierunterricht bei der Pianistin Lysinka Brendel, Schülerin John Fields und Ehefrau des Musikschriftstellers Franz Brendel. Das Haus Brendel war der Mittelpunkt des musikalischen Leipzigs, insbesondere der „Neudeutschen“; aber auch die Frauenrechtlerin Louise Otto-Peters, mit der Ramann später in Kontakt stand, verkehrte hier.
Schon drei Jahre später, 1853, zog Ramann nach Gera und versuchte dort, ein Auskommen als Klavierlehrerin zu finden. Weitere drei Jahre später, mit dem Einverständnis und der finanziellen Unterstützung ihrer Eltern, begleitete sie eine Freundin, die dorthin heiratete, in die USA. In der Nähe von Philadelphia baute sie sich eine Existenz als Musiklehrerin auf: Sie ritt von Farm zu Farm, unterrichtete Instrumente wie Klavier, Geige und Posaune, komponierte Gebrauchsmusik, spielte Orgel und dirigierte Kirchenchöre. Obwohl sie diese Herausforderungen liebte, wurde die Anstrengung zu groß, und 1858 kehrte sie nach Deutschland zurück.
Im holsteinischen Glückstadt, wo ihre Eltern mittlerweile lebten, eröffnete sie ein „Musikinstitut“ für „junge Damen, welche die Musik zu ihrem Lebensberuf machen wollen“. In der 24-jährigen Ida Volckmann, geboren 1838 in Insterburg in Ostpreußen, ausgebildet u. a. bei Robert Papperitz und Louis Plaidy in Leipzig, fand die 28-jährige Lina Ramann eine treue Mitarbeiterin und Begleiterin – ein Umstand, der „ihrem ganzen späteren Leben Wert und Bedeutung gab“.
Wegen des Deutsch-Dänischen Krieges schlossen die beiden das Institut, siedelten nach Nürnberg um und eröffneten dort 1865 die „Ramann-Volkmann’sche Musikschule“, jetzt auch für männliche Studierende. Nach Anlaufschwierigkeiten erwarb sich die Musikschule einen Ruf weit über Nürnberg hinaus. 1868, mit der Veröffentlichung Aus der Gegenwart, einer Sammlung von Vorträgen, begann Ramanns publizistische Laufbahn. 1890 überschrieben Ramann und Volckmann die Musikschule an den Liszt-Schüler August Göllerich und den Kapellmeister Theodor Schmidt und zogen sich nach München zurück, wo Ramann 1912, Volckmann 1922 starben.
Ramanns Bibliothek befindet sich heute in der Herzogin Anna Amalia Bibliothek Weimar.

## Musikpädagogisches Wirken
Im Elementarbereich baute Ramann „insbesondere auf drei Grundpfeilern auf: dem Gemeinschaftsunterricht in Klassen, der Integration der Musikgeschichte in die Ausbildung und der Förderung der zeitgenössischen Musik“.

„Die ,Allgemeine musikalische Erzieh- und Unterrichtslehre‘ entstand in den Jahren 1867/69 und ging aus der Praxis hervor. Als sie damals einen neuen Kurs in dem Bestreben einschlug: den human-erziehlichen Gedanken auch für den allgemeinen Musik- und Klavierunterricht zu beanspruchen, ihn auf diesem Gebiet für den Jugendunterricht als leitendes Prinzip auszurufen und nach ihm seine Lehrmethode zu gestalten, blieb sie trotz der günstigen Aufnahme seitens der Presse und der Zustimmung von Autoritäten, wie Fr. Brendel, Th. Kullak, L. Köhler und später Franz Liszt, gewissermaßen eine Einzelerscheinung, die nur Schritt um Schritt ihr Arbeitsfeld erobern konnte.“

Ramanns Impulse wirken bis heute fort, so in den Kestenberg-Reformen des Schul- und Musikschulwesens, in der Erwachsenenbildung oder in den Rudolf-Steiner-Schulen.

## Künstlerische Freundschaft mit Franz Liszt
1859 machte Franz Brendel im Rahmen der Tonkünstler-Versammlung zu Leipzig Liszt und Ramann miteinander bekannt. 1860 erschienen Ramanns Technische Studien für Pianoforte, gewidmet „Herrn Dr. Franz Liszt, dem Begründer einer neuen Aera des Klavierspiels“. Im Folgejahr schrieb Liszt an Ramann, dieses Werk verdiene „die lobendste Anerkennung aller Sachkundigen“. Schließlich, am 6. August 1873, war Liszt erstmals zu Gast bei Ramann und Volckmann in Nürnberg. Einem Empfang durch die Schülerinnen und Schüler der Musikschule folgten Klavierspiel, ein Spaziergang, eine abendliche Mahlzeit sowie fachliche und persönliche Gespräche.

„Mein Bund in Beruf und Leben mit Ida, lockte ihm manches schöne Wort auf die Lippe. Einige Male nannte er ihn ‚eine Dichtung des Lebens‘.“

Bis zu Liszts Tod 1886 fanden nun zahlreiche wechselseitige Besuche in Weimar und Nürnberg statt; 1876 besuchte Ramann – mit dem Verfassen von Liszts Biografie betraut – auch dessen Lebensgefährtin Carolyne zu Sayn-Wittgenstein in Rom.
Frucht dieser Jahre waren mehrere Schriften. Eine Studie zum Oratorium Christus (1874) machte den Anfang, die dreibändige, 1400 Seiten starke autorisierte Biografie Franz Liszt als Künstler und Mensch (1880–1894) und die Studie Franz Liszt als Psalmensänger und die früheren Meister (1886) folgten. Die Lisztiana wurden, mit Vorwort der Verfasserin von 1895 und Geleitwort des Herausgebers von 1926, erst 1983 bei Schott Music veröffentlicht. Das Liszt-Pädagogium, erstmals 1902 erschienen, wurde 1970–1985 in der Neuen Liszt-Ausgabe der Häuser Editio Musica Budapest und Bärenreiter-Verlag in Form von Fußnoten berücksichtigt und 1986 vom Originalverleger Breitkopf & Härtel als Reprint herausgegeben; zu den Beitragenden zählten August Stradal, August Göllerich, Heinrich Porges und Ida Volckmann, mit Berthold Kellermann und Auguste Rennebaum aber auch ein vormaliger Schüler und eine vormalige Schülerin der „Ramann-Volkmann’schen Musikschule“, die dann bei Liszt studierten. Daneben widmete sich Ramann der Übersetzung und Herausgabe von Liszts Gesammelten Schriften (1880–1883).

## Werke

### Schriften
- Aus der Gegenwart. Aufsätze über Musik. Für Musikfreunde. Schmid, Nürnberg und München 1868.
- Die Musik als Gegenstand des Unterrichtes und der Erziehung. Vorträge zur Begründung einer allgemeinmusikalischen Pädagogik für Künstler, Pädagogen und Musikfreunde. Merseburger, Leipzig 1868. Reprint mit einer Einleitung von Eva Rieger: MPZ, Frankfurt am Main 1986.
- Bach und Händel. Eine Monographie. Vorträge, gehalten an der Ramann-Volkmann’schen Musikschule in Nürnberg im Winter 1866. Weissbach, Leipzig 1869.
- Allgemeine musikalische Erzieh- und Unterrichtslehre der Jugend nebst einer speciellen Lehrmethode der Elementarstufen des Klavierspiels für Musikschulen und Musiklehrer überhaupt. Weissbach, Leipzig 1870. Veränderte 2. Auflage: Schmidt & Günther, Leipzig 1898.
- Franz Liszt’s Oratorium Christus. Eine Studie als Beitrag zur zeit- und musikgeschichtlichen Stellung desselben. Mit Notenbeispielen und dem Text des Werkes. Kühn, Weimar 1874. Veränderte 3. Auflage: Kahnt, Leipzig 1881.
- Franz Liszt als Künstler und Mensch (Band 1 1811–1840, Band 2/1 1841–1847, Band 2/2 1848–1886). Breitkopf & Härtel, Leipzig 1880–1894.
- Franz Liszt als Psalmensänger und die früheren Meister. Breitkopf & Härtel, Leipzig 1886.
- Liszt-Pädagogium. Klavier-Kompositionen Franz Liszt’s nebst noch unedirten Veränderungen, Zusätzen und Kadenzen nach des Meisters Lehren pädagogisch glossirt. Breitkopf & Härtel, Leipzig 1902. Reprint mit einem Vorwort von Alfred Brendel: Breitkopf & Härtel, Wiesbaden 1986, ISBN 3-7651-0223-7.
- Lisztiana. Erinnerungen an Franz Liszt in Tagebuchblättern, Briefen und Dokumenten aus den Jahren 1873–1886/87, hrsg. von Arthur Seidl, rev. von Friedrich Schnapp, Schott, Mainz 1983, ISBN 3-7957-1782-5.
- Zahlreiche Aufsätze in Periodika wie Neue Zeitschrift für Musik und Der Klavierlehrer.

### Musikalien
- Technische Studien für Pianoforte (2 Hefte). Böhme, Hamburg 1860.
- Kindermuse. Kleine Clavierstücke (gemeinsam mit Ida Volckmann, 2 Hefte). Rieter-Biedermann, Winterthur und Leipzig 1867.
- Erste Elementarstufe des Klavierspiels. Auf Grundlage des Volks- und Kinderliedes mit Berücksichtigung des gemeinschaftlichen Unterrichts für Kinder von 7–10 Jahren (gemeinsam mit Ida Volckmann, 2 Hefte). Breitkopf & Härtel, Leipzig o. J.
- Zweite Elementarstufe des Klavierspiels (gemeinsam mit Ida Volckmann, Heft 1 und Heft 2). Schmid, Nürnberg und München 1868.
- Vier Sonatinen zum Gebrauch beim Unterricht für das Pianoforte. Kahnt, Leipzig o. J.
- Grundriß der Technik des Klavierspiels in 3 Teilen („Elementarschule“ in 6 Heften, „Mittelschule“ in 3 Heften, „Virtuositätsschule“ in 3 Heften). Breitkopf & Härtel, Leipzig o. J.

## Informationsbasis